# Асоциация за правата на човека (Турция)
Асоциацията за правата на човека (на турски: İnsan Hakları Derneği, İHD) е неправителствена организация за насърчаване на правата на човека в Турция със седалище в столицата Анкара, основана през 1986 г.

## История
Асоциацията е основана на 17 юли 1986 г. от 98 души, включващи адвокати, журналисти, интелектуалци, но предимно роднини на политически затворници. Организацията работи върху всякакъв вид човешки права, но се фокусира предимно върху злоупотреби в Турция. През 1992 г. статутът ѝ е променен така, че да обхване хуманитарните аспекти, както е посочено в Женевските конвенции. Оттогава асоциацията критикува и човешките нарушения на въоръжените групировки.

## Структура
Асоциацията твърди че има 10 000 члена във всичките 81 вилаета на Турция. 24–те членове на борда се избират за срок от две години на общото събрание на сдружението. Централата в Анкара, както и много клонове (по-специално клоновете в Истанбул и Диарбекир) взимат комисионни според нуждите. Комисията обхваща теми като кюрдския въпрос, жените, децата, затворите и изтезанията.

## Кампании
Сред големия брой кампании на асоциацията са: свободата на изразяване (2001); общата амнистия на лишените от свобода (1999 г.); премахването на смъртното наказание (премахнато през 2002 – 2004 г.), премахването на съдилищата за държавна сигурност (1997). През 2004 г. започва проект „Не мълчи срещу изтезанията“ (İşkenceye Sessiz Kalma).
Асоциацията признава арменския геноцид и призовава турското правителство да прекрати отричането му.